# Лагранж, Леон
Леон Лагранж (фр. Léon Lagrange; 1828—1868) — французский искусствовед и художественный критик, «один из ведущих историков искусства во Франции середины XIX века», который «способствовал тому, чтобы история искусств во Франции сформировалась как современная научная дисциплина с опорой на архивные разыскания».
Автор монографий о художнике Жозефе Верне и скульпторе Пьере Пюже, постоянный обозреватель таких изданий, как «Gazette des Beaux-Arts» и «L’Artiste».